# 三原市立第三中学校
三原市立第三中学校（みはらしりつ だいさんちゅうがっこう）は、広島県三原市にある公立中学校。
北側で三原市立南小学校（現在移転）が、南側で広島県立三原高等学校が隣接している。

## 沿革
- 1947年（昭和22年）5月 - 田野浦小学校校舎一部に本校を置き、西小学校内の西分校、須波小学校内の須波分校と共に開校。11学級、生徒311名。西分校は程なく、西野町アートライト工場内の仮校舎へ移転。
- 1948年（昭和23年）9月 - 現在地に本校舎落成。当初は第二中学校との共同使用だった。
- 1949年（昭和24年）6月 - 第二中学校が旧鉄道学校跡地へ移転し、校舎が単一使用となる。
- 1953年（昭和28年）5月 - 南小学校と共用の講堂落成。
- 1958年（昭和33年）4月 - 若竹寮を新築。
- 1982年（昭和57年）4月 - 西小学校区及び宮浦町、皆実町、新倉町を校区とする宮浦中学校が分離する。
- 2005年（平成17年）4月 - 広島県の中学校不登校対策実践指定を受ける。
- 2007年（平成19年）4月 - 広島県の中学校不登校対策実践指定を受ける。
- 2008年（平成20年）4月 - 広島県の不登校児童生徒支援モデル事業、三原市教育創造プラン推薦事業を受ける。
- 2009年（平成21年）4月 - 広島県から、中学校学力対策事業を受ける。
- 2015年（平成27年） - 建て替え決定。
- 2016年（平成28年）8月 - 新校舎完成。

## 校訓
自立・挑戦・創造

## 通学区域
- 三原市立南小学校の通学区域の一部[2][3]
  - 宮沖一丁目～五丁目・円一町一丁目～五丁目・港町二丁目
- 三原市立田野浦小学校の通学区域全域
  - 明神一丁目～五丁目・田野浦一丁目～三丁目・青葉台・宗郷一丁目～五丁目・和田一丁目～三丁目・貝野町・登町・和田沖町

## 周辺
すぐ西側を呉線が走る。
- 広島県立三原高等学校
- 三原市立南小学校（現在移転）
- 三原宮沖郵便局

## 主な出身者
- 田口信教（競泳選手、1972年ミュンヘンオリンピック100m平泳ぎ金メダリスト）
- 早稲田昇（競泳選手、1968年メキシコオリンピック日本代表）
- 川西蘭（作家・僧侶）
- 仁井谷正充（コンパイル創業者）
- Leyona（歌手）
- 川本大輔（プロ野球・読売ジャイアンツ元投手）[4]
- 片山純一（元社会人野球選手）

## アクセス
- JR西日本 三原駅から南西へ1km
- 芸陽バス 税務署前バス停下車